# Abel Argañaraz
Pablo Abel Argañaraz Paradi (Villa 9 de Julio, 21 luglio 1998) è un calciatore argentino, attaccante della Paganese.

## Caratteristiche tecniche
È un centravanti.

## Carriera
Debutta in Primera División il 19 luglio 2021 con la maglia del Central Córdoba (SdE) in occasione dell'incontro pareggiato 1-1 contro il Banfield.

## Statistiche

### Presenze e reti nei club
Statistiche aggiornate al 31 luglio 2021.
| Stagione        | Squadra               | Campionato      | Campionato | Campionato | Coppe nazionali | Coppe nazionali | Coppe nazionali | Coppe continentali | Coppe continentali | Coppe continentali | Altre coppe | Altre coppe | Altre coppe | Totale | Totale |
| Stagione        | Squadra               | Comp            | Pres       | Reti       | Comp            | Pres            | Reti            | Comp               | Pres               | Reti               | Comp        | Pres        | Reti        | Pres   | Reti   |
| --------------- | --------------------- | --------------- | ---------- | ---------- | --------------- | --------------- | --------------- | ------------------ | ------------------ | ------------------ | ----------- | ----------- | ----------- | ------ | ------ |
| 2018-2019       | Juv. Antoniana        | TFA             | 9          | 3          | CA              | 0               | 0               |                    | -                  | -                  |             | -           | -           | 9      | 3      |
| 2020            | Central Córdoba (SdE) |                 | -          | -          | CdL             | 10              | 2               |                    | -                  | -                  |             | -           | -           | 10     | 2      |
| 2021            | Central Córdoba (SdE) | PD              | 4          | 0          | CA+CdL          | 1+11            | 0               |                    | -                  | -                  |             | -           | -           | 16     | 0      |
| Totale carriera | Totale carriera       | Totale carriera | 13         | 3          |                 | 22              | 2               |                    | -                  | -                  |             | -           | -           | 35     | 5      |